# Lennox Burgher
Lennox Burgher (* 17. März 1946) ist ein ehemaliger jamaikanischer Dreispringer.
1966 wurde er bei den British Empire and Commonwealth Games in Kingston Siebter.
Bei den Olympischen Spielen in Mexiko-Stadt schied er in der Qualifikation aus.
1970 wurde er bei den British Commonwealth Games in Edinburgh Neunter.
Für die University of Nebraska-Lincoln startend wurde er 1968 mit seiner persönlichen Bestleistung von 16,18 m NCAA-Meister und 1969 NCAA-Hallenmeister.